# 毛利元美
毛利 元美（もうり もとよし、文化8年8月18日（1811年10月5日） - 明治18年（1885年）3月23日）は、長州藩一門家老である厚狭毛利家の10代当主。
父は毛利房晁。母は毛利就任の娘。弟は毛利親民。妻は毛利広鎮の娘（毛利元徳の姉）勅子。子に直幹、養子に親民、親忠。通称は本之助、能登。藩主の毛利斉元より偏諱を受けて元美と名乗る。また、別名に元教（もとのり）が伝わる。主に斉元の子の毛利敬親の代に活動した。

## 生涯
文化8年（1811年）、毛利房晁（房衆）の子として生まれる。文化9年（1812年）、父が逼塞処分となり隠居したため、家督を相続する。幼いため叔父の毛利房謙、国司房長の後見を受けた。天保14年（1843年）、羽賀の台における軍事演習では、一番備頭を務めた。文久3年（1862年）に赤間関海防総奉行となるが、攘夷により外国船を砲撃した際に攻撃をためらった咎で解任される。元治元年（1864年）、藩内の俗論派が政権を握ると、加判役（家老）となる。慶応元年（1865年）、藩内の革新派の政権誕生により職を追われ、知行地の厚狭で謹慎する。
明治18年（1885年）死去。享年75。実弟の親民（宣次郎）を養嫡子としていたが、先立って没し、その子の英之輔が家督を相続し11代当主となる。12代当主四一の2人の子はともに太平洋戦争で戦死したため、その家系は絶えた。
妻の勅子は明治6年（1873年）に船木女児小学を設立し、校長を務めた教育者として知られる。